# Prismas basálticos de Santa María Regla
Los prismas basálticos de Santa María Regla son unas columnas basálticas, que se localizan en el centro oriente del estado de Hidalgo, México. Son el resultado del enfriamiento lento de coladas de lava hace unos 2.5 millones de años, en el pleistoceno. De esta manera se formaron las columnas de basalto tanto verticalmente como horizontalmente, con forma de prismas poligonales (principalmente pentagonales y hexagonales); con un diámetro de 0.8 m, algunas alcanzando una altura de 30 a 40 m. Son bañadas por cuatro saltos de agua, que reciben su agua del río de San Antonio Regla, que se alimenta aguas arriba de la presa de San Antonio Regla. Durante el siglo XIX y principios del siglo XX, se conocieron con el nombre de Cascada de Regla.

## Geografía

### Ubicación

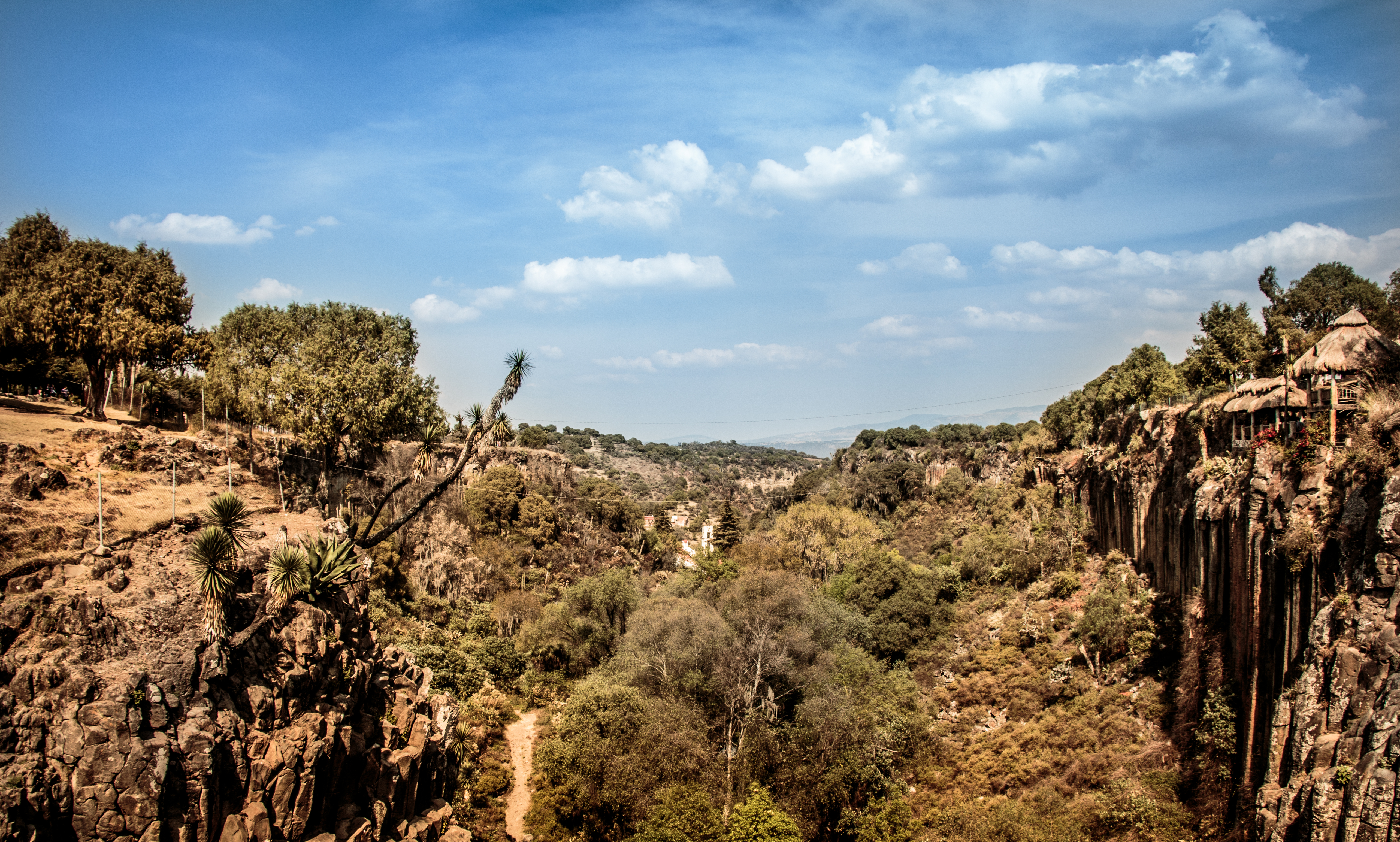
Barranca de Santa María Regla, formada por el río San Antonio Regla.

Los prismas basálticos se localizan en la localidad de Santa María Regla en el municipio de Huasca de Ocampo, al centro oriente del estado de Hidalgo. Localizados a 38 km al noroeste de la ciudad de Pachuca de Soto, y a unos 6.3 km de la localidad de Huasca.

### Fisiografía
En cuanto a fisiografía se encuentra en el extremo oriental de la provincia del Eje Neovolcánico, dentro de la subprovincia de Llanuras y Sierras de Querétaro e Hidalgo. En forma más local, el área se encuentra enmarcada por dos campos volcánicos sobrepuestos en un valle intermontano que desciende de las sierras de Pachuca y las Navajas; por una planicie de origen volcánico hasta el valle de Tulancingo. La barranca donde se encuentran los prismas basálticos se le denomina la barranca de Santa María Regla.

### Geología

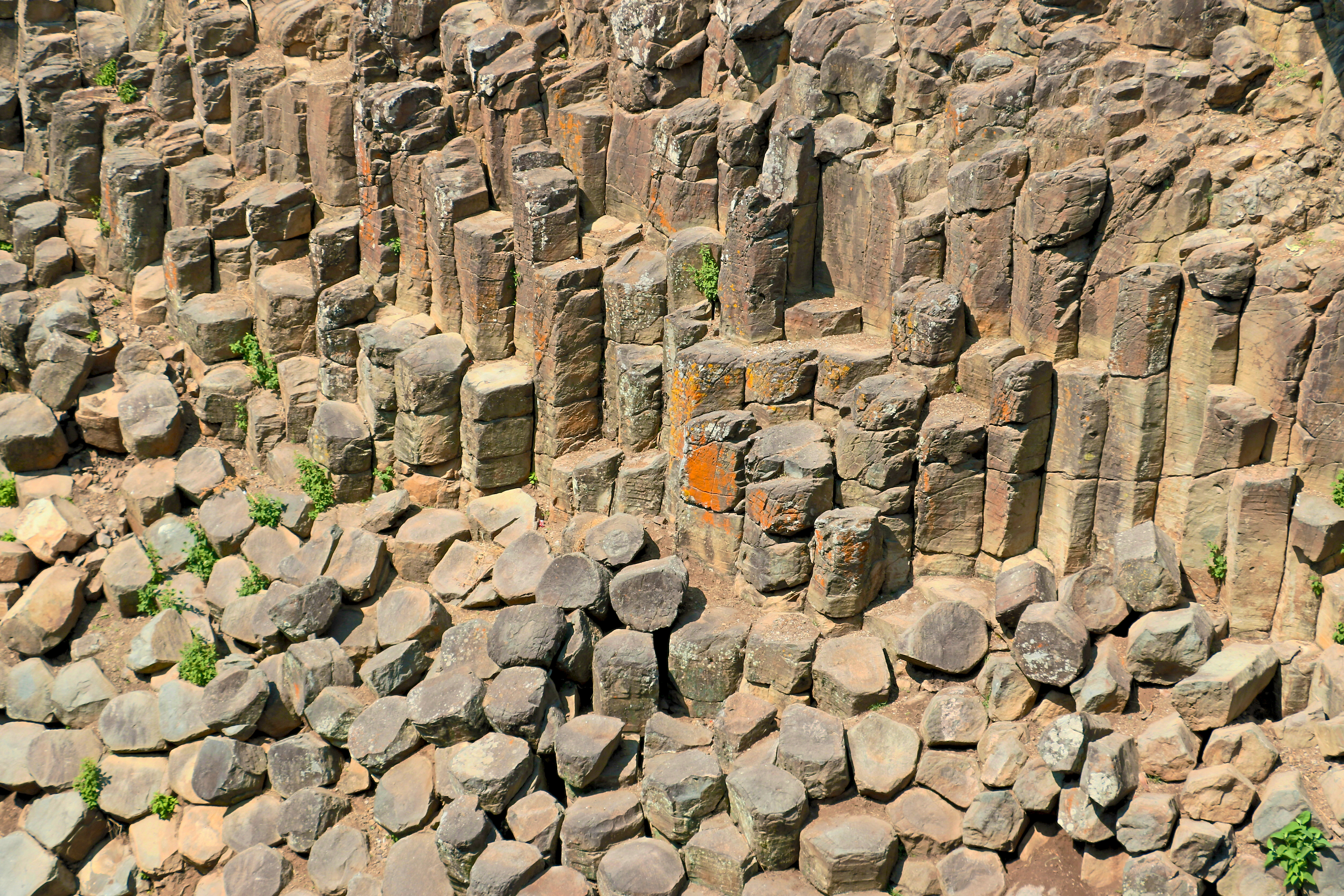
Detalle de las columnas basálticas.

La formación de los prismas basálticos responde a la obstrucción de una corriente fluvial por el vulcanismo de las sierras de Pachuca y las Navajas, la cual generó cuerpos de agua aislados. Posteriormente, se desarrolló una cuantiosa actividad volcánica basáltica en toda la región hace unos 2.5 millones de años, a finales del Pleistoceno. Al intersecarse el potente derrame de lava basáltica con un cuerpo de agua, ocurrió un rápido enfriamiento de las superficies superior e inferior del derrame, aislando el cuerpo lávico en el centro de estas dos superficies solidificadas.
El flujo del arroyo sobre la superficie superior del derrame provocó un enfriamiento rápido, constante y homogéneo del cuerpo lávico aislado, desarrollando un proceso de contracción volumétrica y disyunción, generando fracturas de tensión que al unirse favorecen la formación de estructuras prismáticas de entre tres y ocho caras. En su mayoría se encuentran en contacto discordante sobre flujos piroclásticos, aunque en algunas partes los basaltos columnares descansan sobre secuencias terrígenas del Cretácico Superior. Estas rocas de basaltos con piroxeno y olivino, y algunas variantes de traquibasalto con afinidad calcoalcalina, poseen una edad de 2.58 ± 0.15 Ma.

### Hidrografía

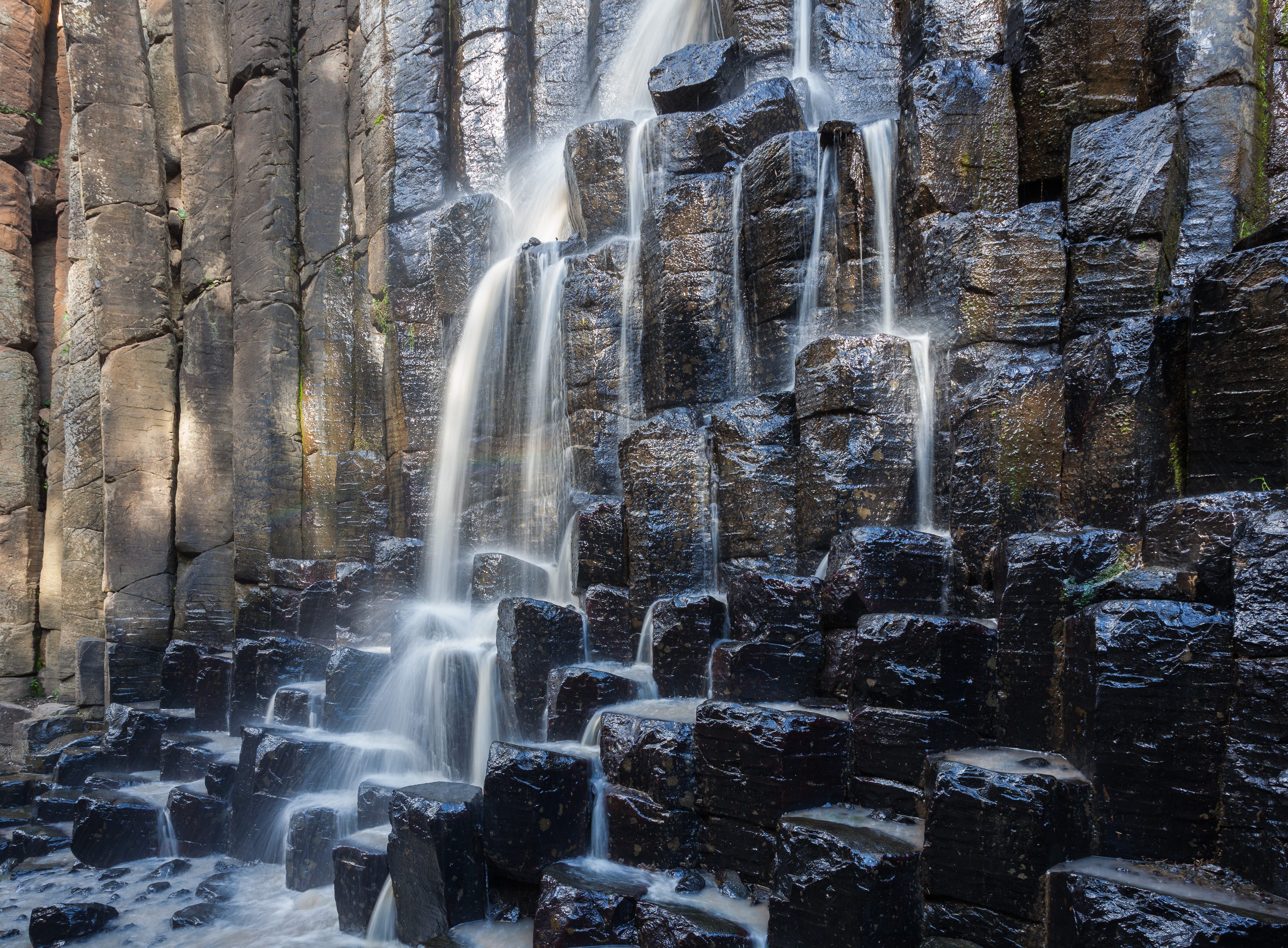
Primera de las cuatro cascadas.

En lo que respecta a la hidrografía se encuentra posicionado en la región hidrológica del Pánuco; en la cuenca del río Moctezuma; dentro de la subcuenca del río Metztitlán. En un ámbito local los prismas basálticos reciben su agua del río de San Antonio Regla, represado aguas arriba en la presa San Antonio Regla, esta presa recibe sus aguas del río Huascazaloya, el río Colorado, el río Izatla, y por varios riachuelos que nacen en los cerros el Jacal y El Horcon en la Sierra de las Navajas.
El agua del río de San Antonio Regla forma cuatro saltos de agua, a la cuarta de estas cascadas se le denomina también Cascada de la Rosa. Pasando los prismas basálticos el río continua aguas abajo formado la barranca de Aguacatitla, finalmente conectándose con el río Metztitlán en la barranca de Metztitlán.

## Historia

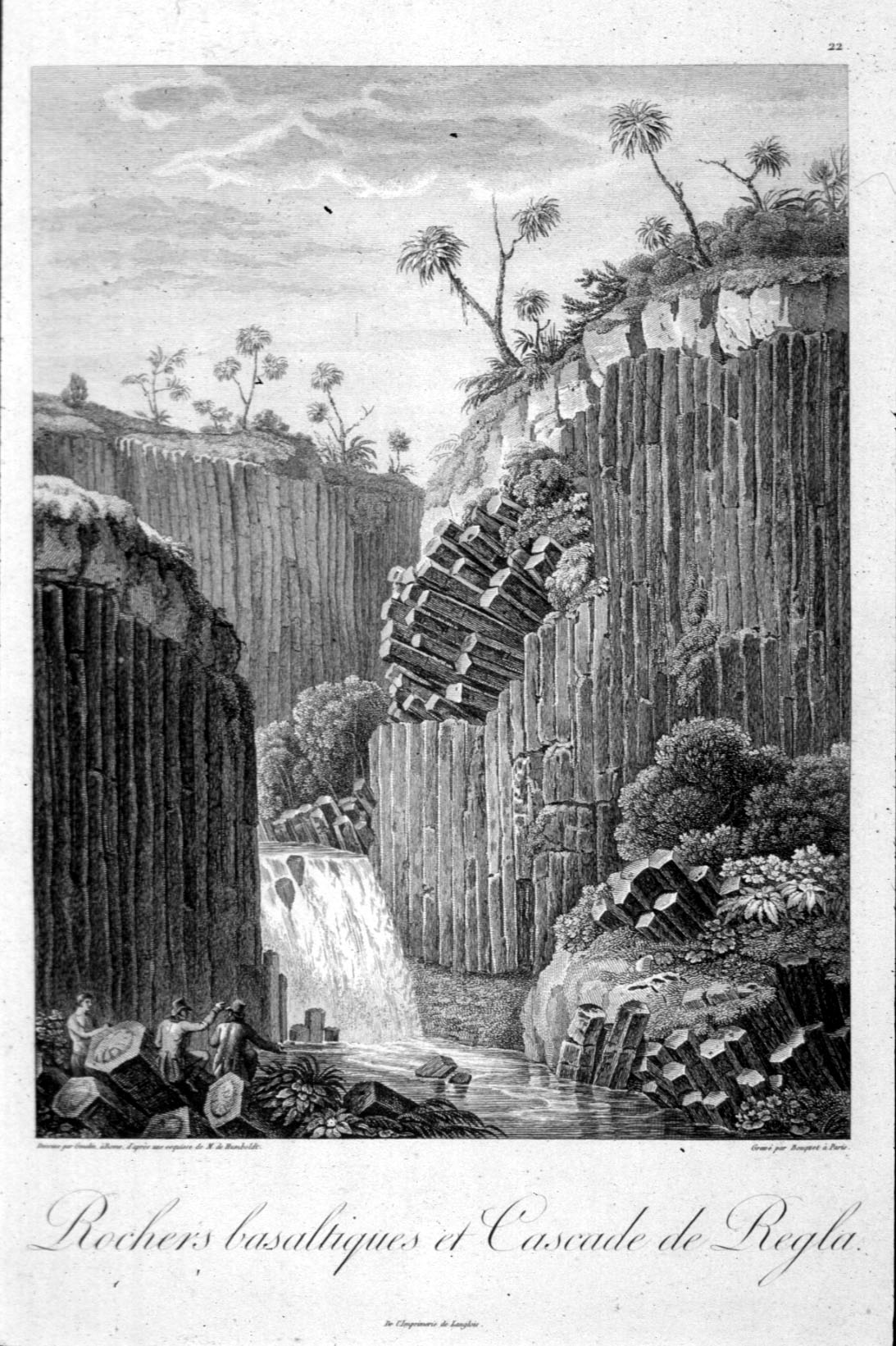
Ilustración del libro: Vista de la Cordillera y monumentos de los pueblos indígenas, de Alexander von Humboldt.

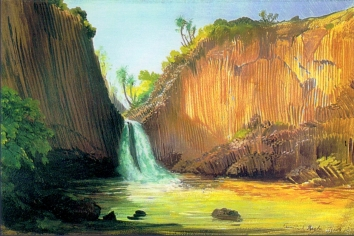
Pintura: La cascada y los prismas basálticos de Santa María Regla, por Johann Moritz Rugendas.

Se sabe que las minas de obsidiana de la Sierra de las Navajas y parte de la Sierra de Pachuca eran explotadas por los aztecas, incluso desde tiempos anteriores a estos. Las minas de la región siguieron siendo explotadas durante la Nueva España. En el siglo XVIII, a partir de la bonanza de la veta Vizcaína; Pedro Romero de Terreros busca un sitio para construir haciendas para el beneficio de la plata, ya que el terreno montañoso de Real del Monte era un obstáculo, al requerirse extensiones planas para practicar el beneficio de patio, inventado por Bartolomé de Medina. Se decidió llevar al cabo el proyecto en la vecina población de Huasca, de modo que entre 1760 y 1762, sobre el curso del río se construyen las haciendas de San Miguel Regla, Santa María Regla, San Antonio Regla y San Francisco Javier Regla.
En 1791, los pintores de la expedición Malaspina, los dibujaron con fines científicos. La expedición llegó a Nueva España, a las costas de Acapulco, mientras Alejandro Malaspina recorrió la costa noroeste, la comisión estuvo a cargo de Antonio Pineda, con el pintor José Guio, quien enfermó, la Academia de San Carlos, envió dos de sus alumnos: Francisco Lindo y José Gutiérrez. El 26 de agosto de 1791, la comitiva científica partió de la Ciudad de México, para estudiar las minas de Pachuca, Real del Monte, Huasca, Mineral del Chico y Atotonilco el Grande, para después dirigirse a Querétaro y Guanajuato. Gutiérrez realizó un dibujo de los prismas; Fernando Brambila también realizó un dibujó, tomando como modelo el trabajo de Gutiérrez. Pineda también dibujó en su diario un pequeño esbozo de los prismas, pero registró equivocadamente su ubicación: anotó que se encontraba en Querétaro.
Desde 1793 y durante dos años, Friedrich Traugott Sonneschmid radicó en Real del Monte; en su libro Descripción mineralógica de las importantes regiones mineras de México o Nueva España, incluye datos sobre la región que comprende la Comarca Minera como los tipos de rocas, las obsidianas y las arcillas de Real del Monte, Pachuca y Atotonilco el Chico, así como las columnas de basalto. En 1803 Alexander von Humboldt durante su expedición por América, visito a la región; el 21 de mayo, Humboldt dibujo prismas basálticos; en su dibujo “Rocas basálticas y cascada de Regla”, Humboldt, traza los prismas basálticos en el mismo plano que la cascada, y en la parte inferior izquierda del dibujo, están algunos integrantes de la comitiva científica admirando el paisaje. Los trabajos de Humboldt, representan la primera narración geológica y gráfica publicada sobre los prismas basálticos.
Un poco después de la Independencia de México, se tuvo un periodo de asociación con Cornualles, Inglaterra, la comunidad córnica e inglesa se estableció en la región; es la época en que sucede la modernización de las minas bajo la gerencia de empresas inglesas, creando la Compañía Real del Monte y Pachuca (CRDMyP). En 1832 durante su viaje en México Johann Moritz Rugendas, en la Ciudad de México conoció al artista, François Mathurin Adalbert (el Barón de Courcy); a quien invita a viajar por el país.
 Siguieron la mima ruta de Humboldt, en la región minera: visitaron Real del Monte, las haciendas de San Miguel Regla y Santa María Regla; ambos descendieron la cañada hasta llegar frente a la cascada, flanqueada por los prismas basálticos. Rugendas se colocó del lado opuesto al elegido por Humboldt, para captar ambas paredes de la barranca. El barón de Courcy, dibuja en primer plano a Rugendas, quien sentado está pintando el mismo paisaje, mientras que un peón que los acompaña observa su dibujo.
En 1898, Adela Breton viajó al estado de Hidalgo para conocer las minas de plata; y pintó “La cascada basáltica en Regla”, en donde el punto central es la cascada, más que las formaciones geológicas. A finales del siglo XIX los prismas basálticos fueron estudiados por distintos investigadores y sus dibujos publicados en distintos libros; Gilbert Haven en libro Our Next-Door Neighbor: A Winter in Mexico, Frederick Albion Ober en el libro Travels in Mexico and life among the Mexicans, Hubert H. Bancroft en el libro "Resources and Development of Mexico. [With plates.], Élisée Reclus en el libro Nouvelle géographie universelle : la terre et les hommes, vol. XVII.
En 1906 la Compañía Real del Monte y Pachuca, y las minas del distrito son adquiridas por la United States Smelting Refining and Mining Company (USSR&MC) la cual moderniza la empresa, al traer tecnología para instalar una planta hidroeléctrica después de determinar que esa zona contaba con las mejores condiciones topográficas. La presa San Antonio Regla inició su construcción en 1912 terminando en 1915, la presa cambio el curso natural del agua del río sobre los prismas basálticos.
En 1963 se realiza un estudio sobre las rocas del distrito Pachuca-Real del Monte incluyéndose los prismas basálticos dentro de la Formación
San Cristóbal. En 1976 se describe el ambiente geoquímico de las rocas volcánicas en los límites entre Hidalgo y Veracruz. En 1983 el INEGI publica la primera edición de la carta geológica de Pachuca en escala 1:250,000 y en 1994, se diserta sobre la complejidad del vulcanismo de esta región. En 1997 se elabora por parte del Consejo de Recursos Minerales la cartografía geológica-minera y geoquímica Pachuca F14-11 a escala 1:250,000. En 1997 se publica un libro guía con la geología de la Sierra de Las Navajas mencionando datos sobre los prismas basálticos de Santa María Regla.
En 2001, Huasca de Ocampo fue el primer sitio denominado "Pueblo Mágico". En 2007 se realizó una campaña turística, por TV Azteca y el Consejo de Promoción Turística de México (CPTM) denominada Trece maravillas de México, los prismas basálticos fueron considerados una de las trece maravillas naturales del país. En 2015 se inició el proyecto del Geoparque Comarca Minera que busca dar valor al patrimonio geológico, minero, arqueológico y cultural de la región de la Comarca Minera; el 5 de mayo de 2017 la Unesco se designó se manera oficial al geoparque dentro de la Red global de geoparques, quedando los prismas basálticos como uno de los treinta y un geositios del proyecto.

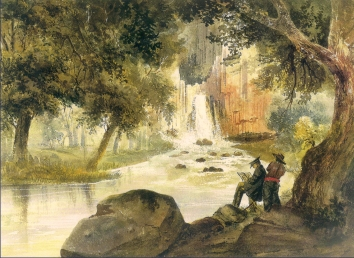
Pintura: Retrato de Rugendas en los prismas basálticos de la hacienda Santa María Regla por François Mathurin Adalbert [El Barón de Courcy] (1832).
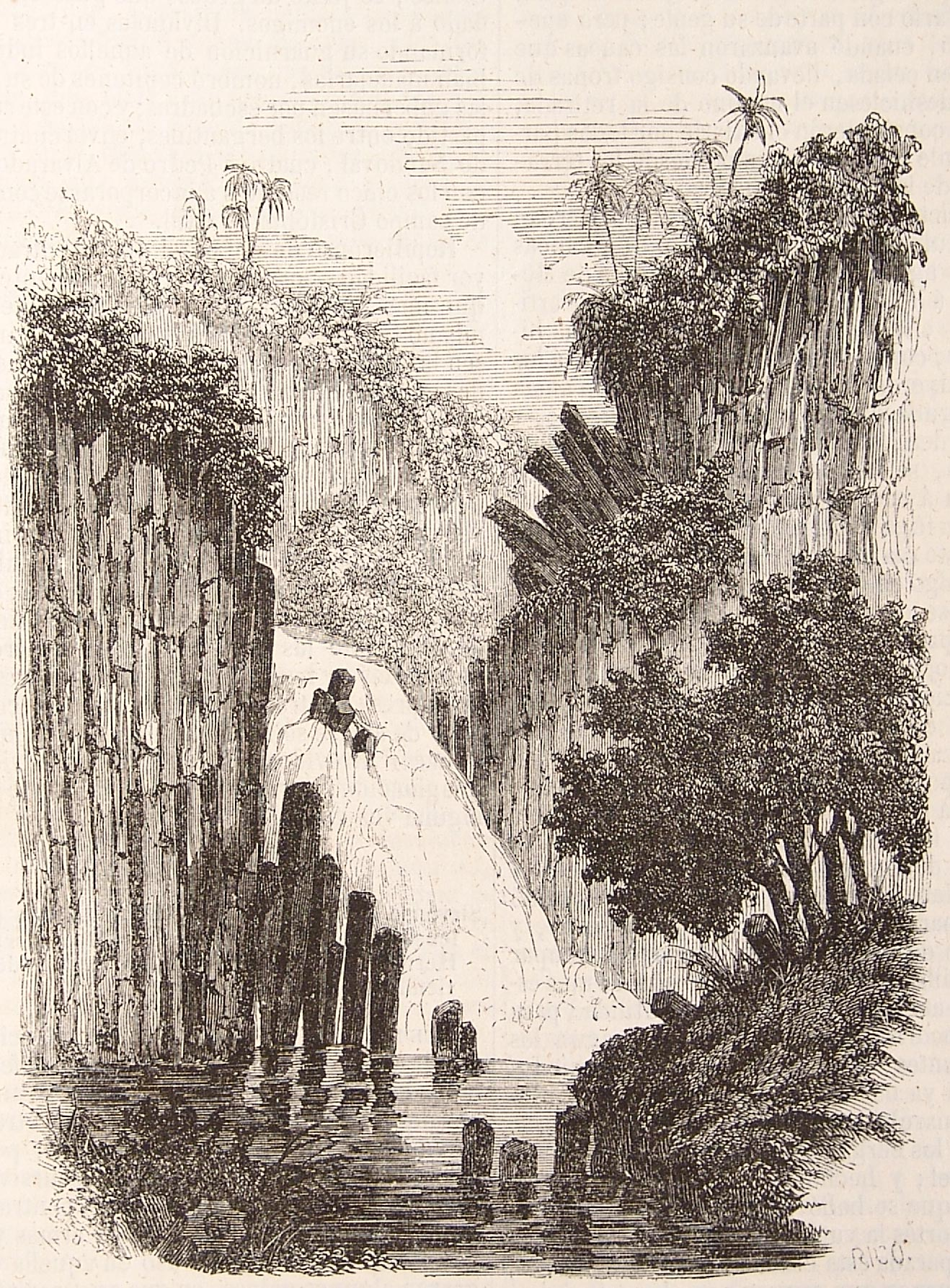
Ilustración del libro: Historia de la conquista de Méjico: población y progreso de la América septentrional, conocida por el nombre de Nueva España de Antonio Solís (1851).
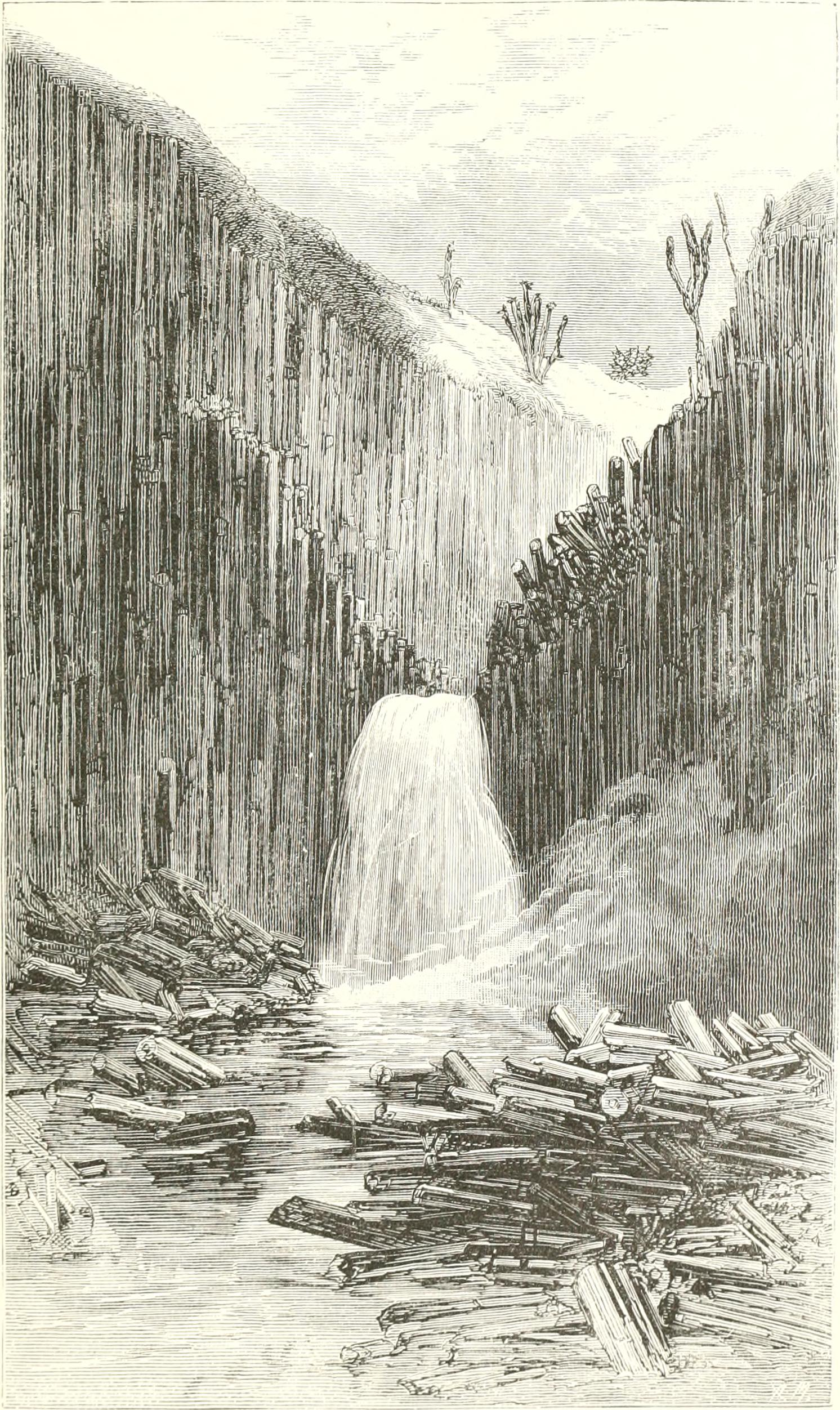
Ilustración del libro: Our next-door neighbor: a winter in Mexico de Gilbert Haven (1875).
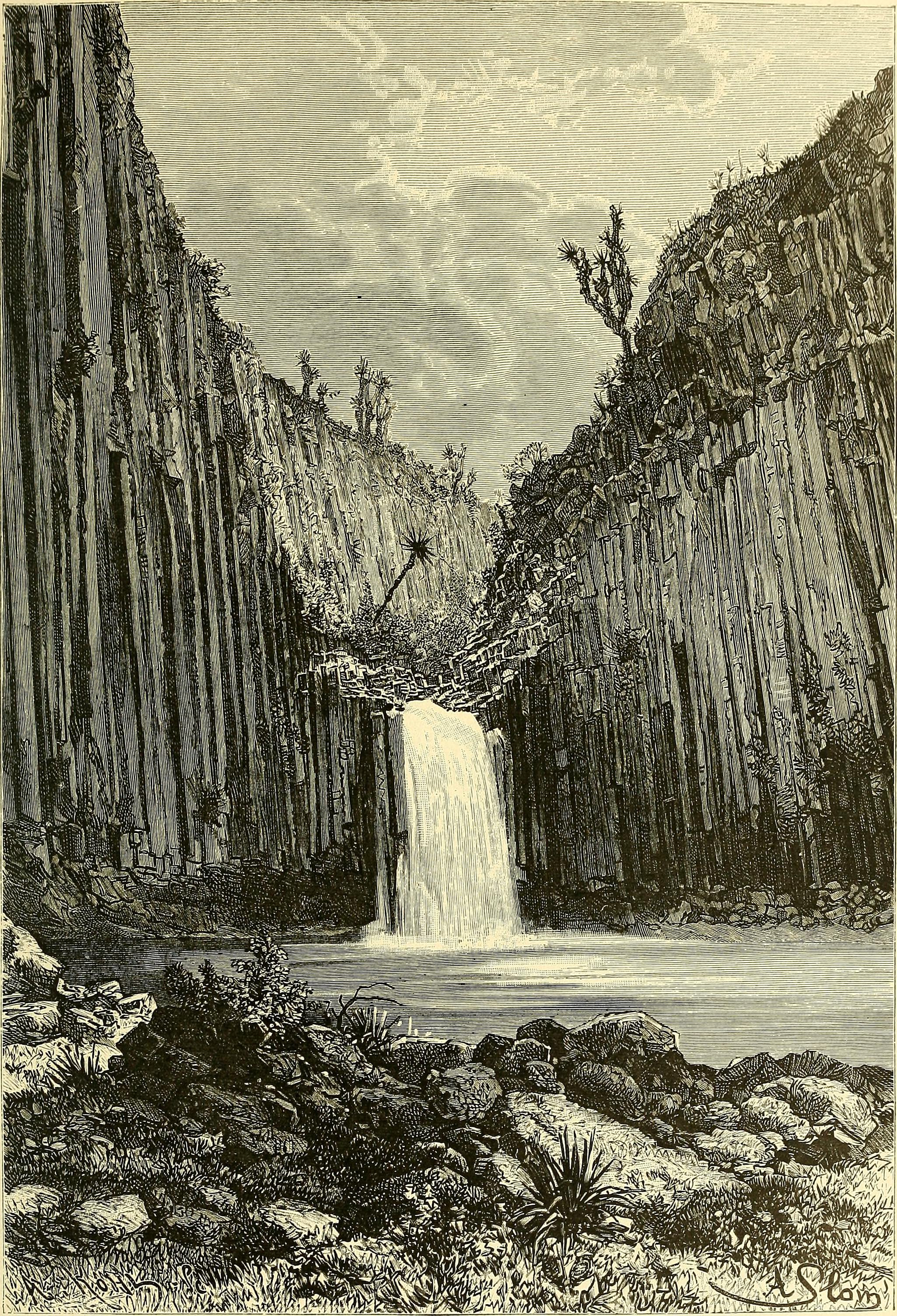
Ilustración del libro: Nouvelle géographie universelle: la terre et les hommes, vol. XVII de Élisée Reclus (1876).
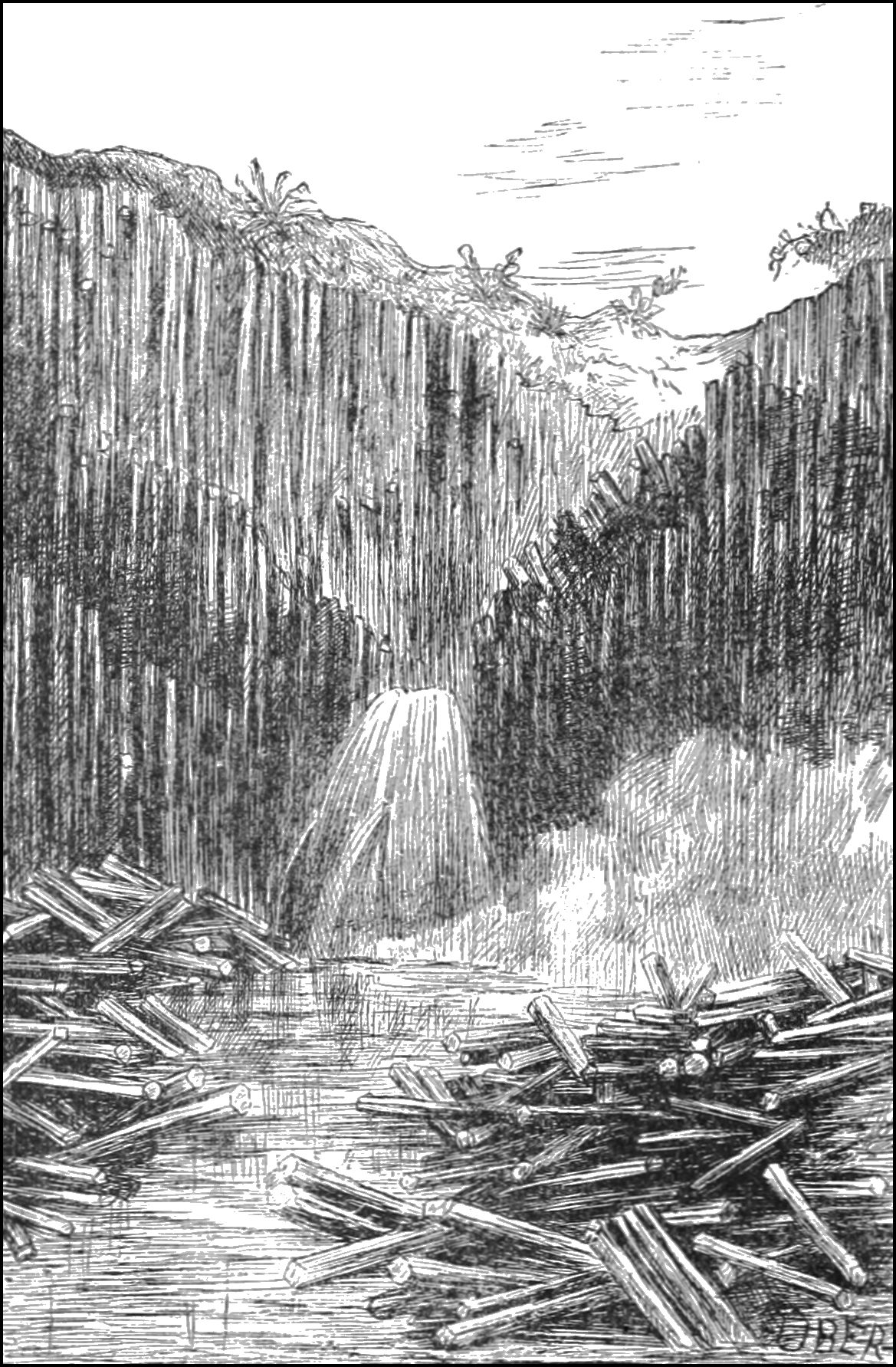
Ilustración del libro: Travels in Mexico and life among the Mexicans de Frederick Albion Ober (1884).
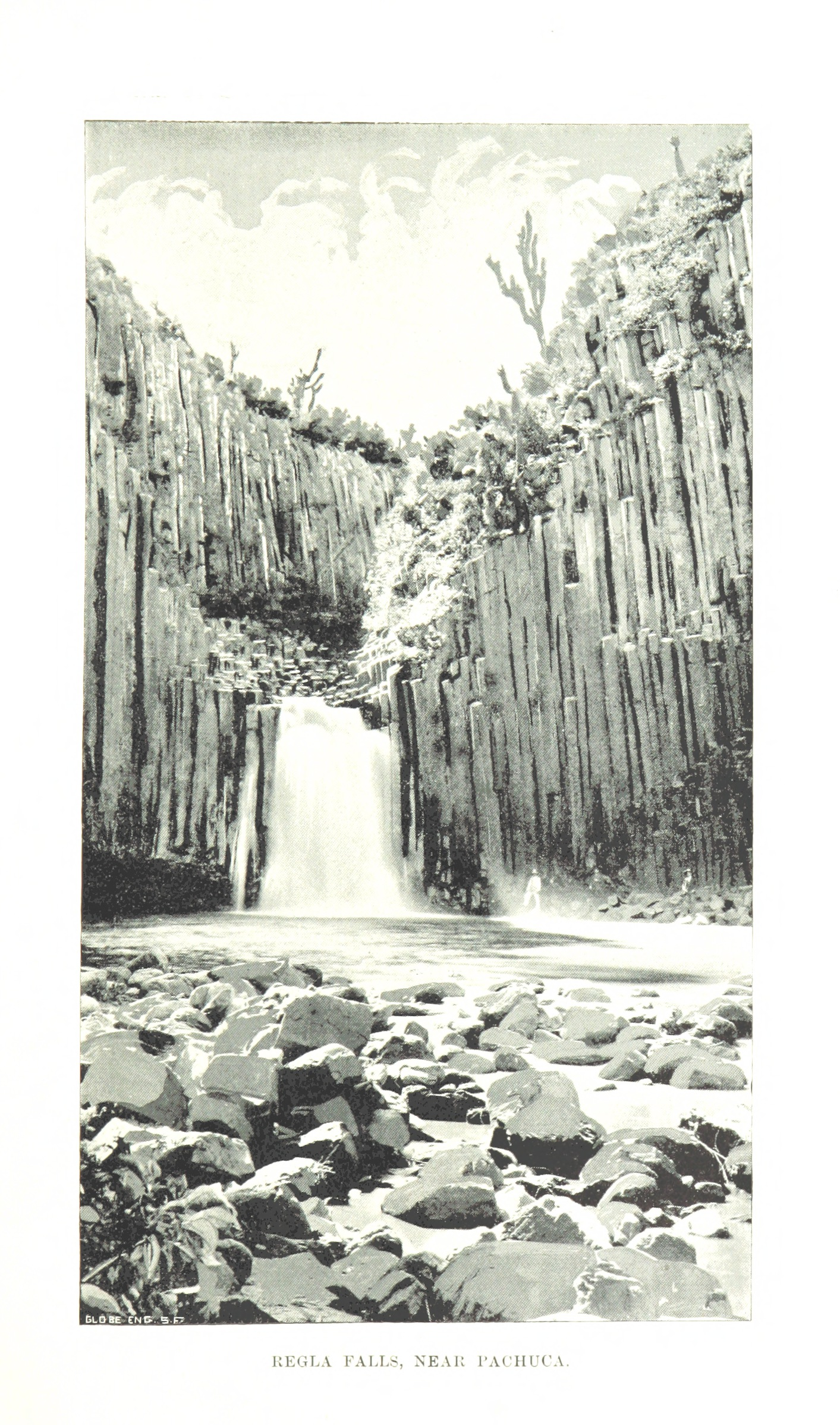
Ilustración del libro: Resources and Development of Mexico. [With plates.] de Hubert H. Bancroft (1893).

## Complejo turístico

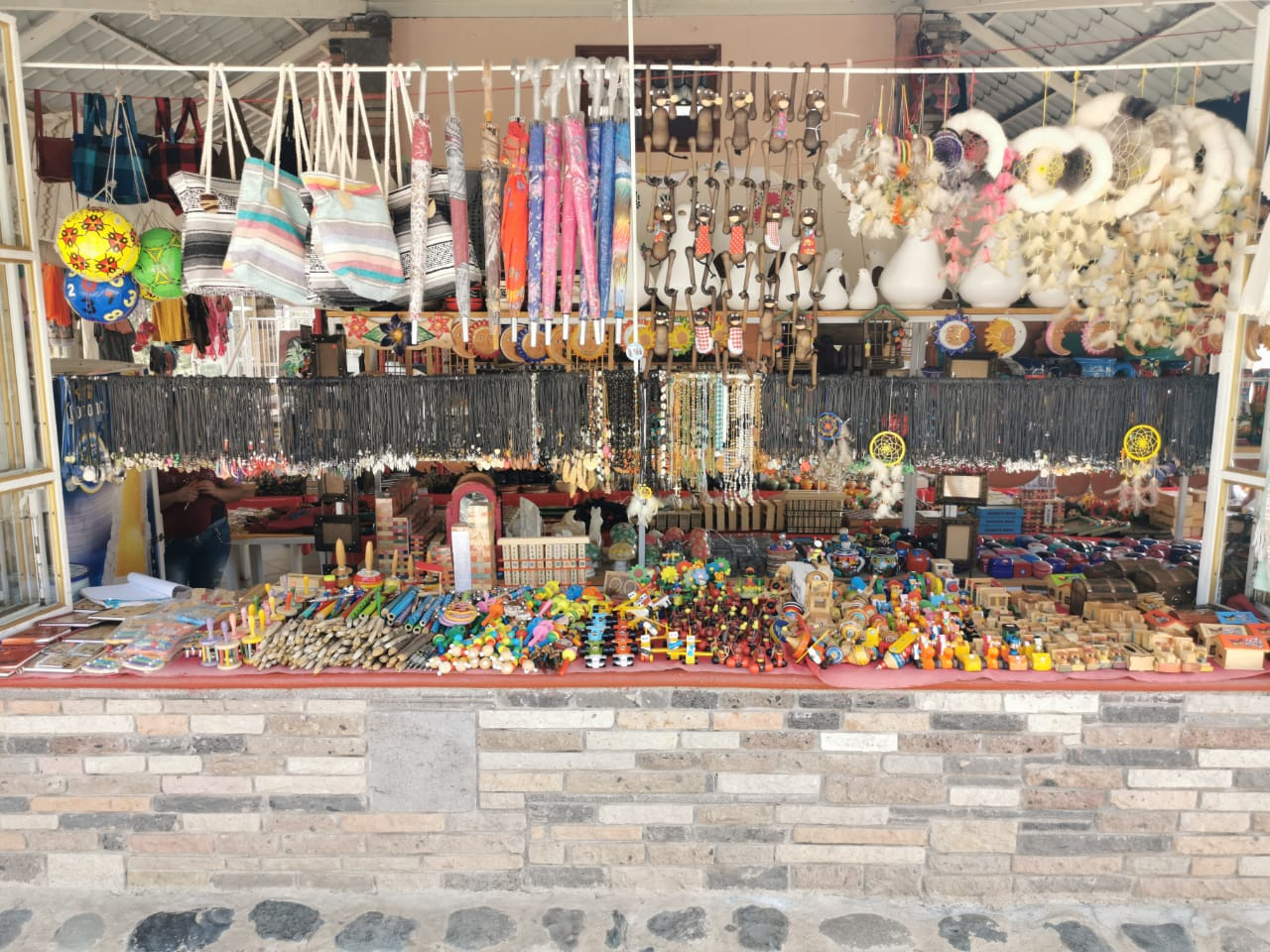
Tienda de artesanías del Centro Ecoturístico de los Prismas Basálticos.

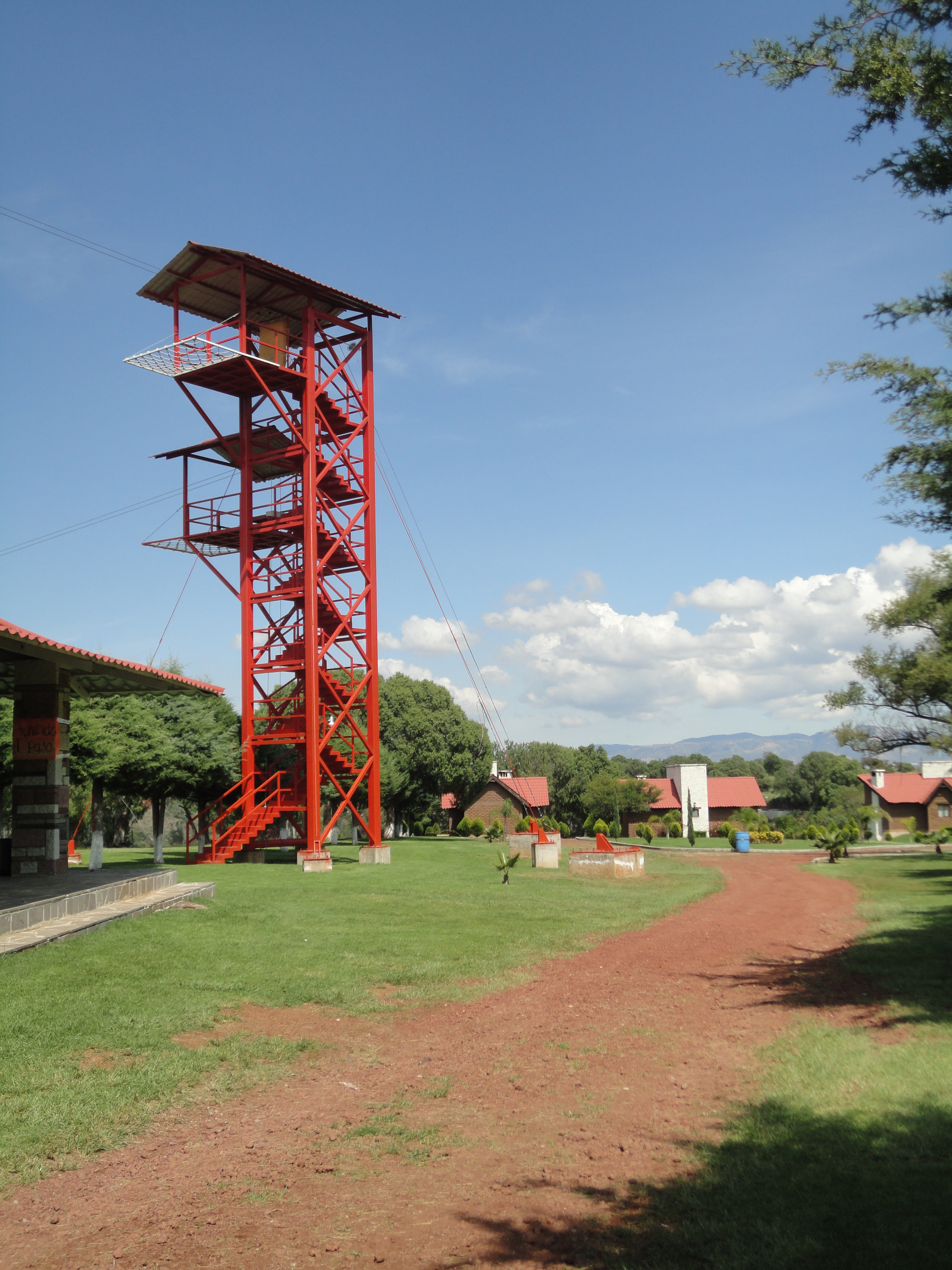
Tirolesa del Centro Ecoturístico de los Prismas Basálticos.

En la zona aledaña se desarrolló el Centro Ecoturístico de los Prismas Basálticos, con un costo de acceso para acceder al lugar, los prismas son parte del complejo turístico. A la barranca se ha modificado mediante la adición de escaleras, pasarelas y puentes colgantes para facilitar el acceso. Hay una tirolesa de 180 metros de largo y en su parte más alta tiene 80 metros de alto.
Es un lugar de esparcimiento que cuenta con cabañas, zona de campamento, espacios con asadores, canchas deportivas, diversos restaurantes, tiendas de artesanías, albercas (excepto Semana Santa), regaderas, puente colgante, miradores, andadores. Entre las actividades que ofrece el complejo están paseos en cuatrimoto, recorridos con guías, además de paseos en lancha o a caballo en la presa San Antonio Regla.

Cascada de la Rosa vista desde los terrenos de la Hacienda de Santa María Regla.

## Galería

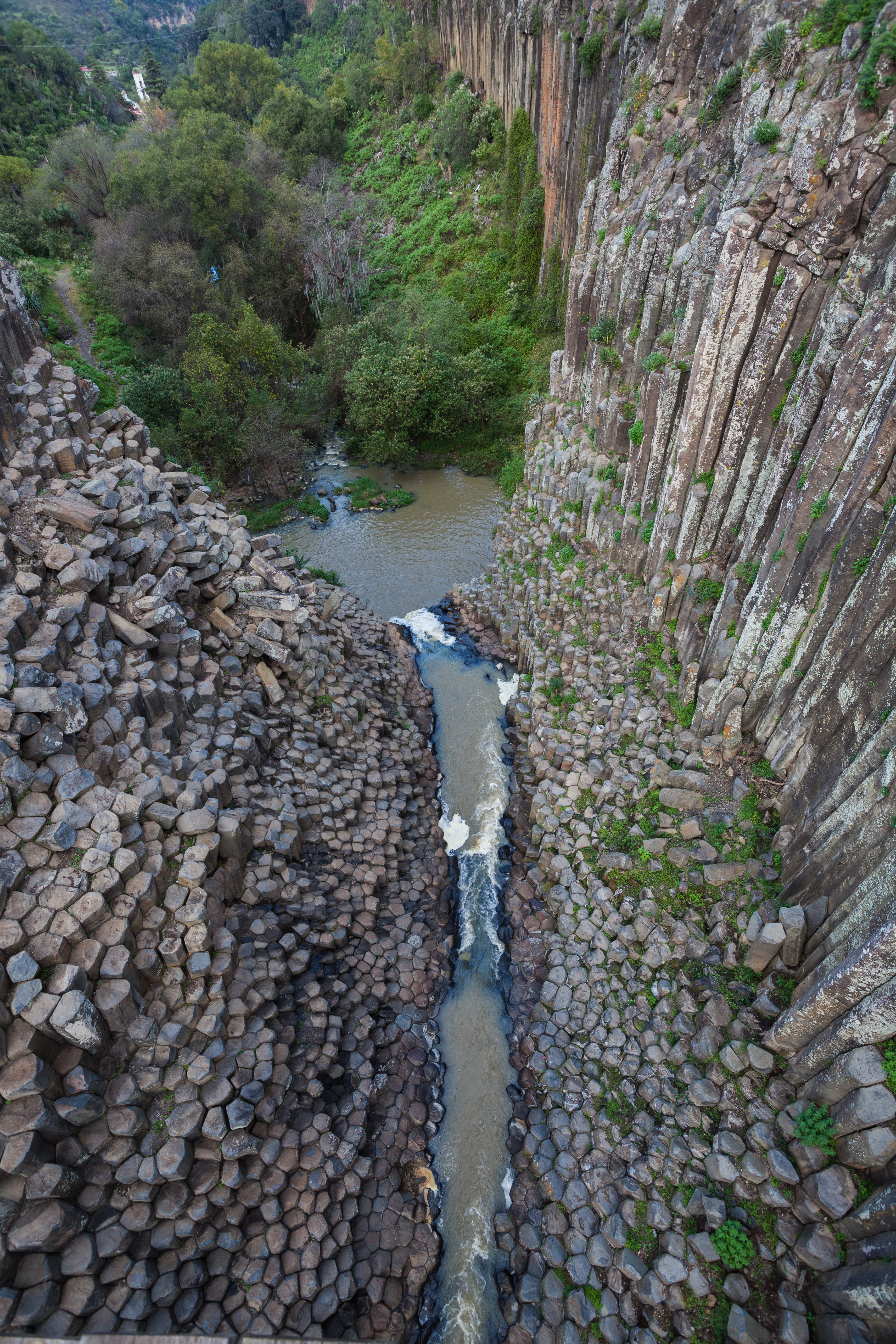
Vista aérea de la Barranca de Santa María Regla.
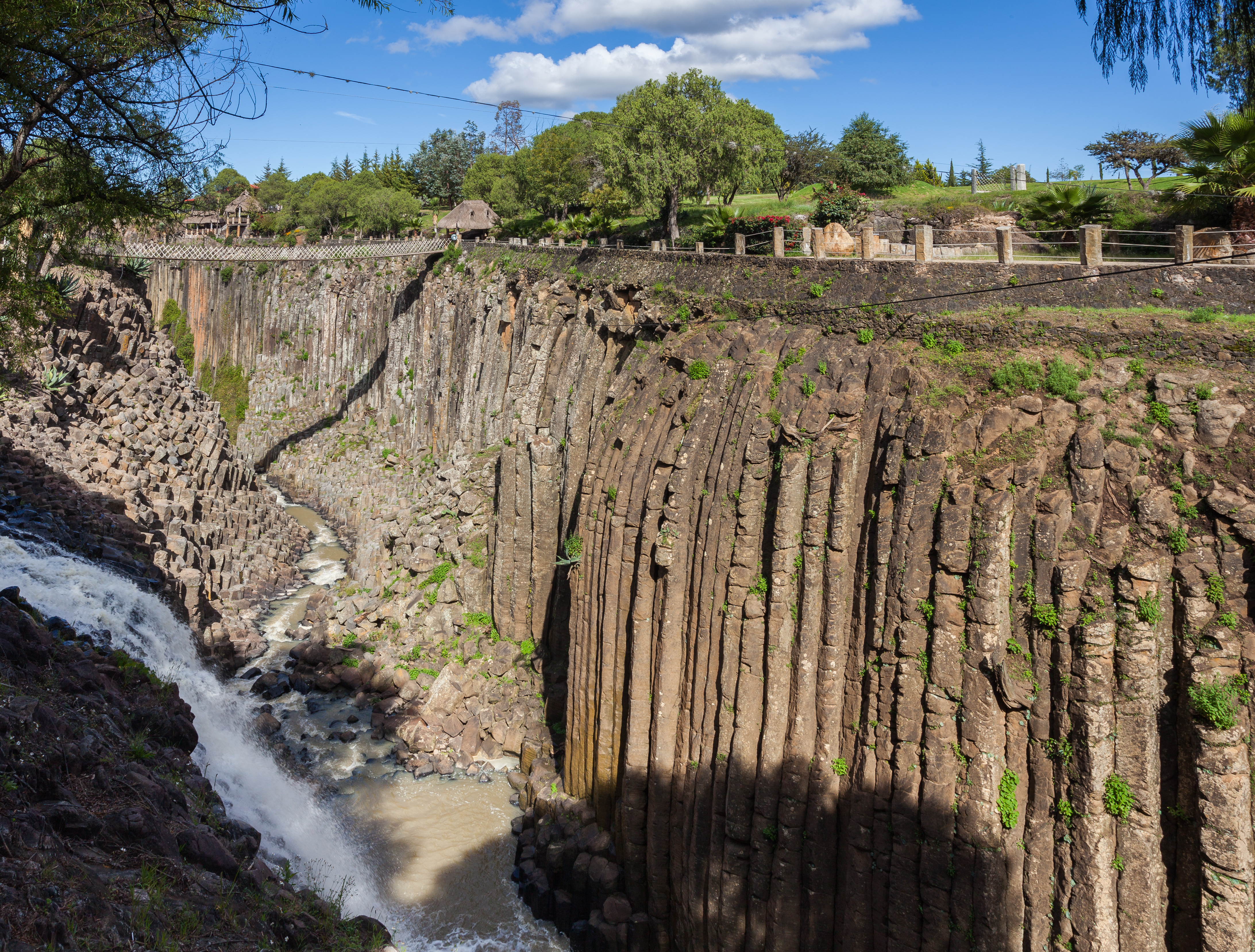
Barranca de Santa María Regla.
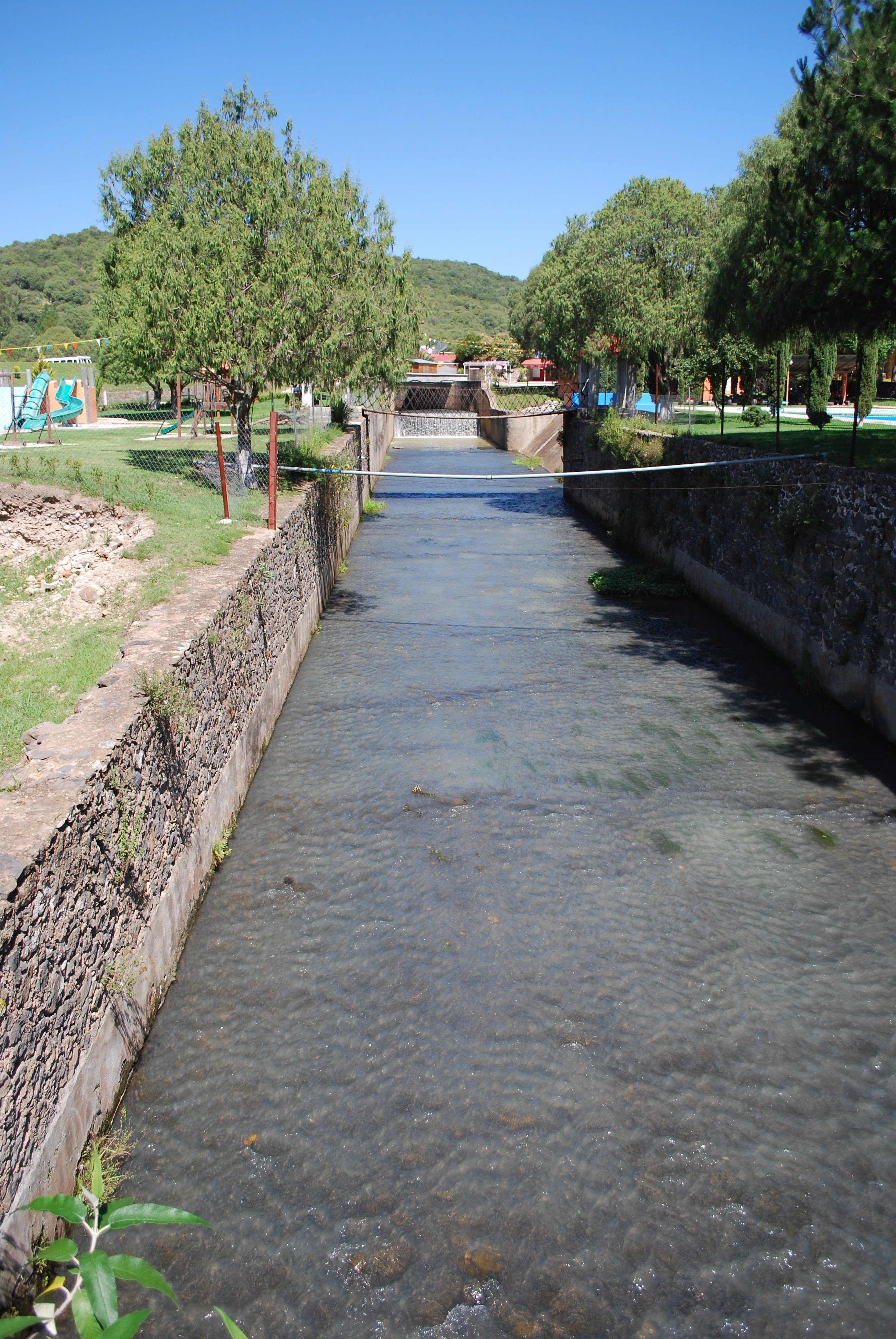
Aguas provenientes de la presa San Antonio Regla.
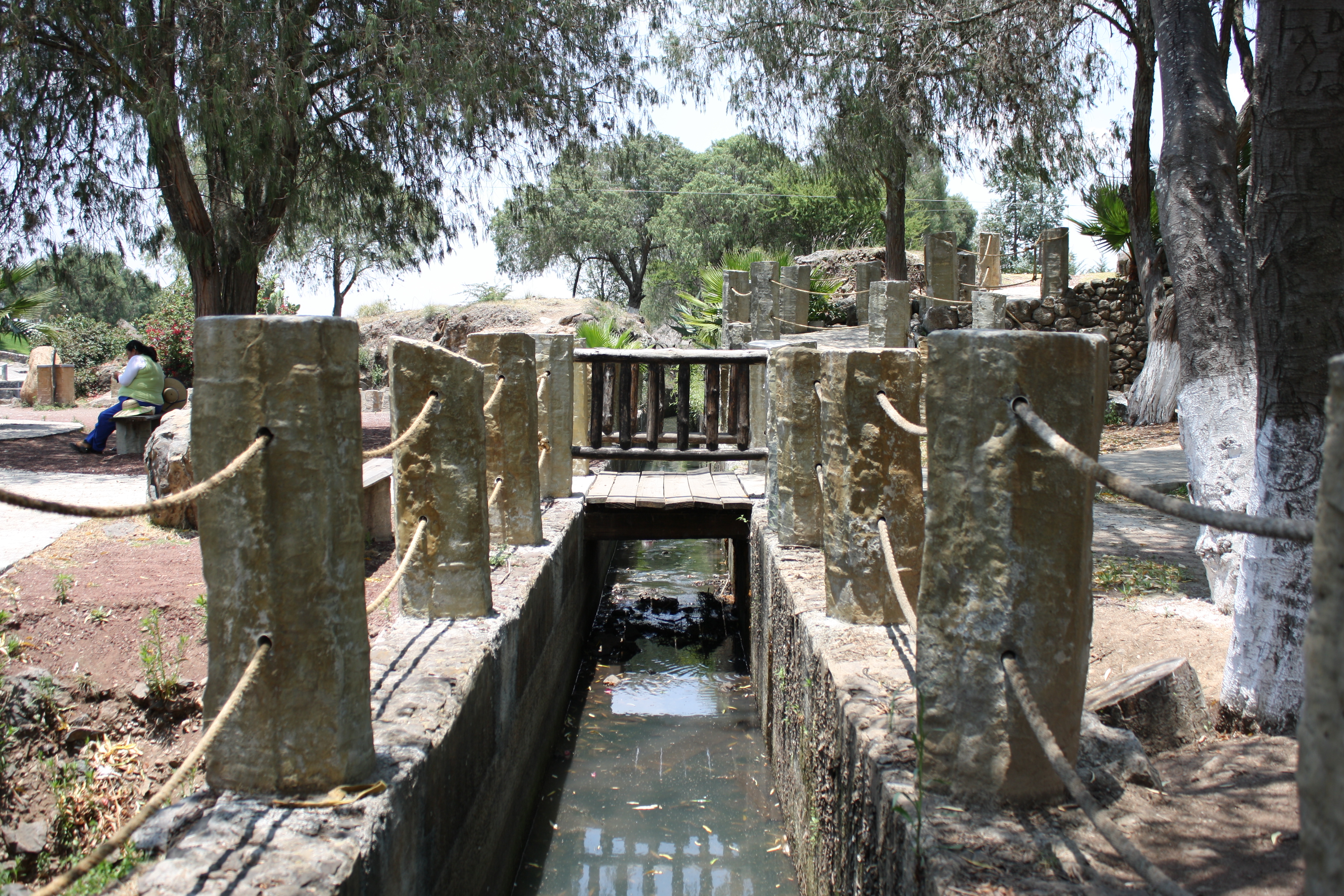
Aguas provenientes de la presa San Antonio Regla.
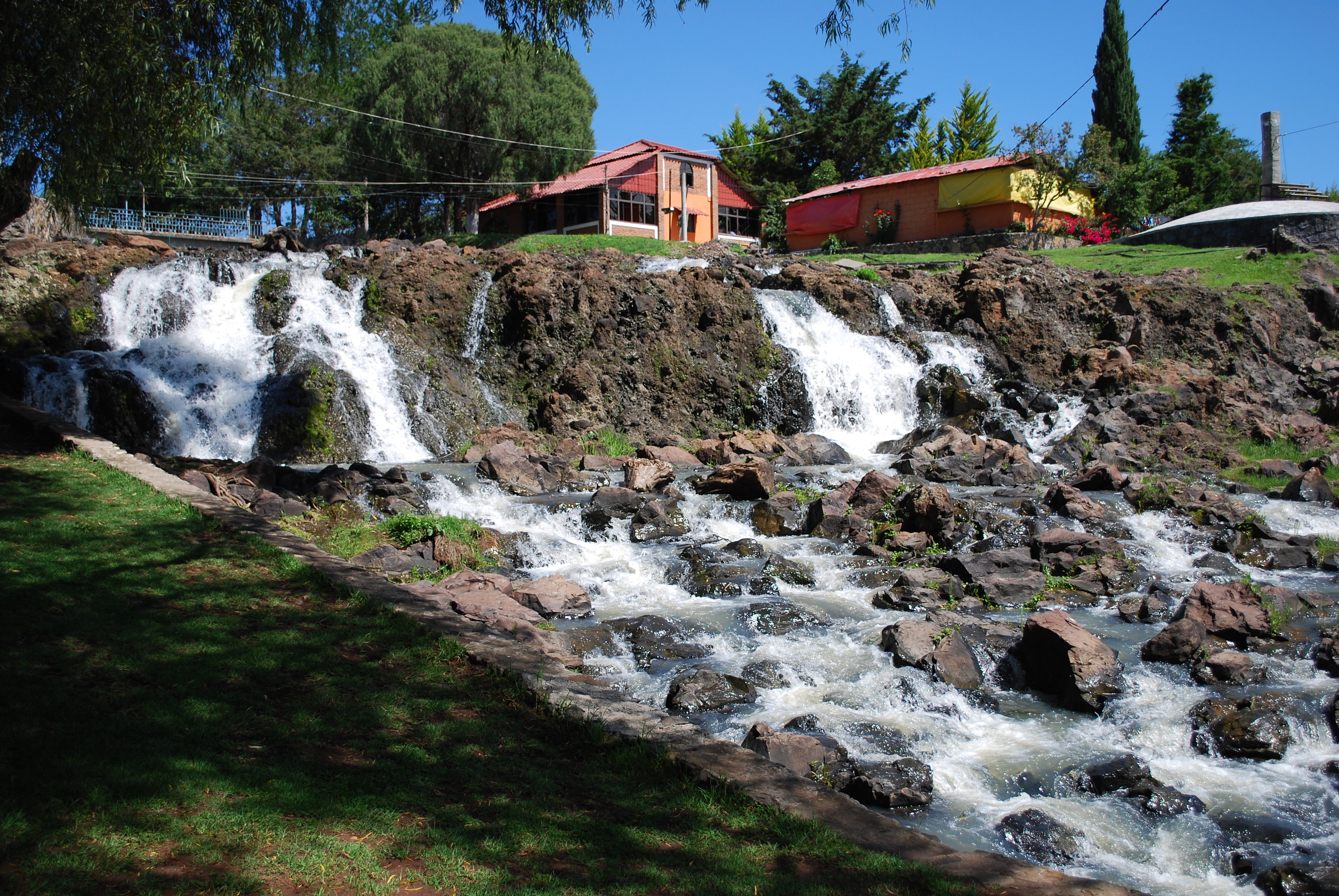
Corriente de agua de la tercera cascada.
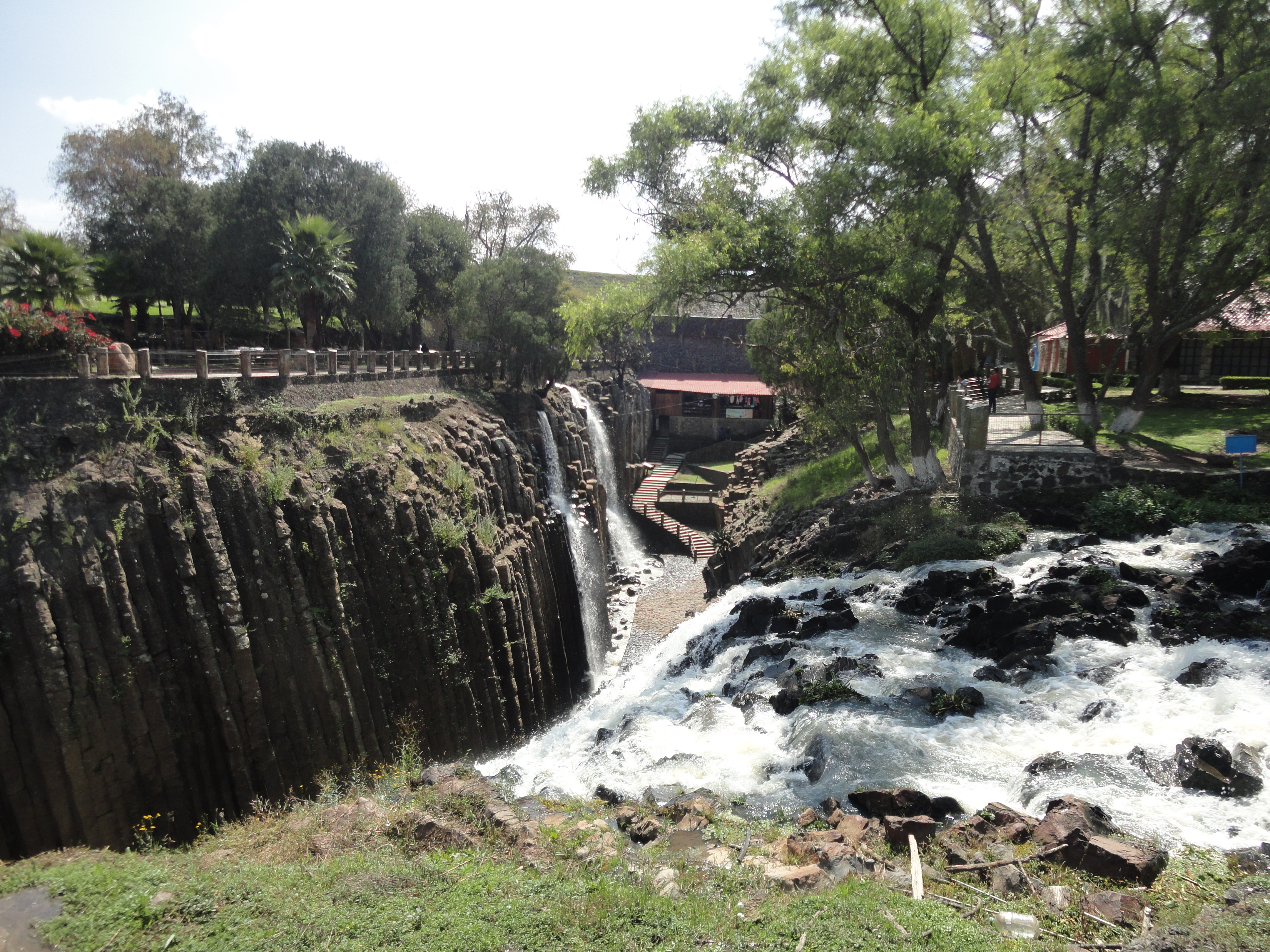
Escaleras y vista de tres de las cascadas.
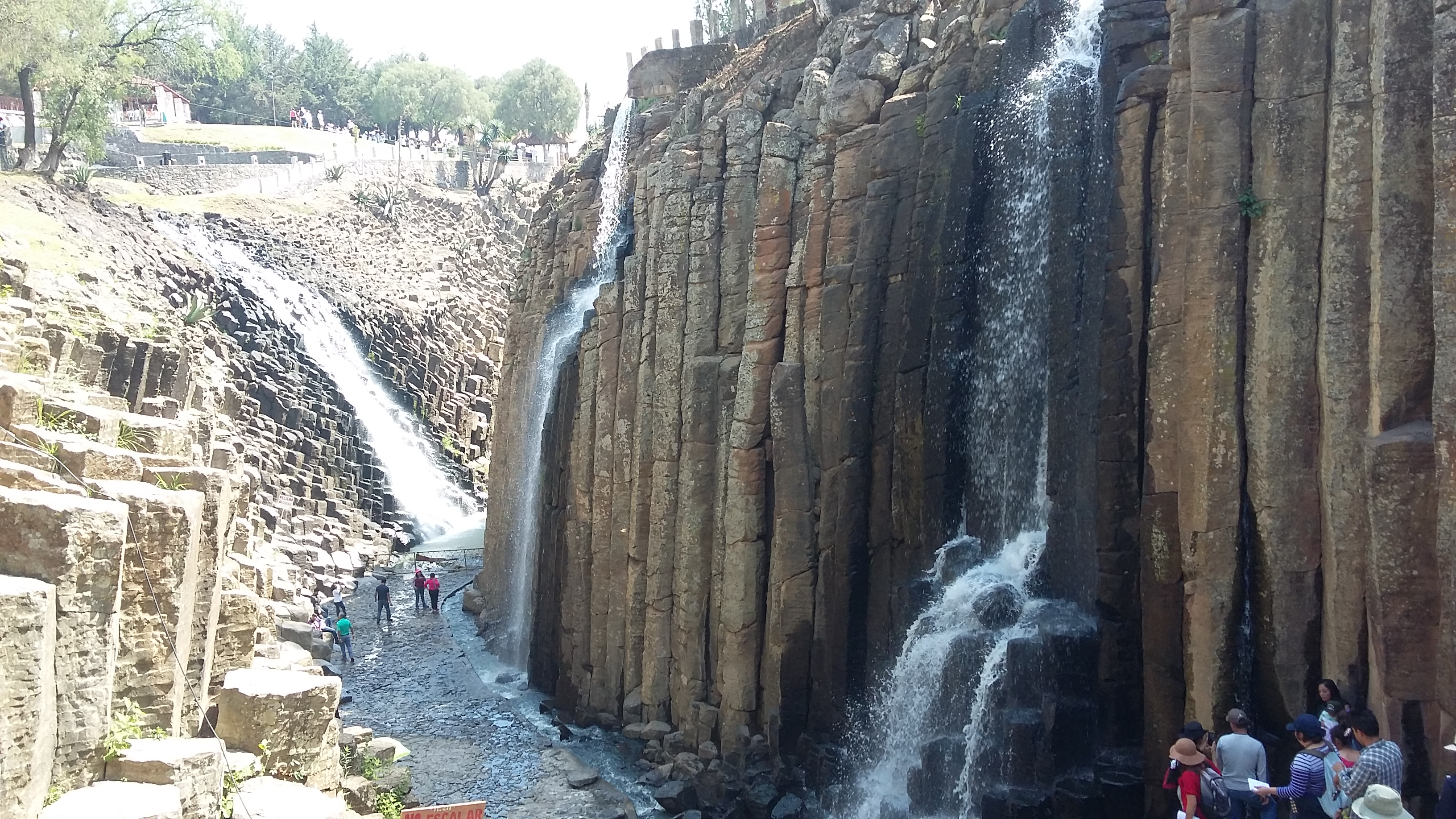
Vista de tres de las cascadas.
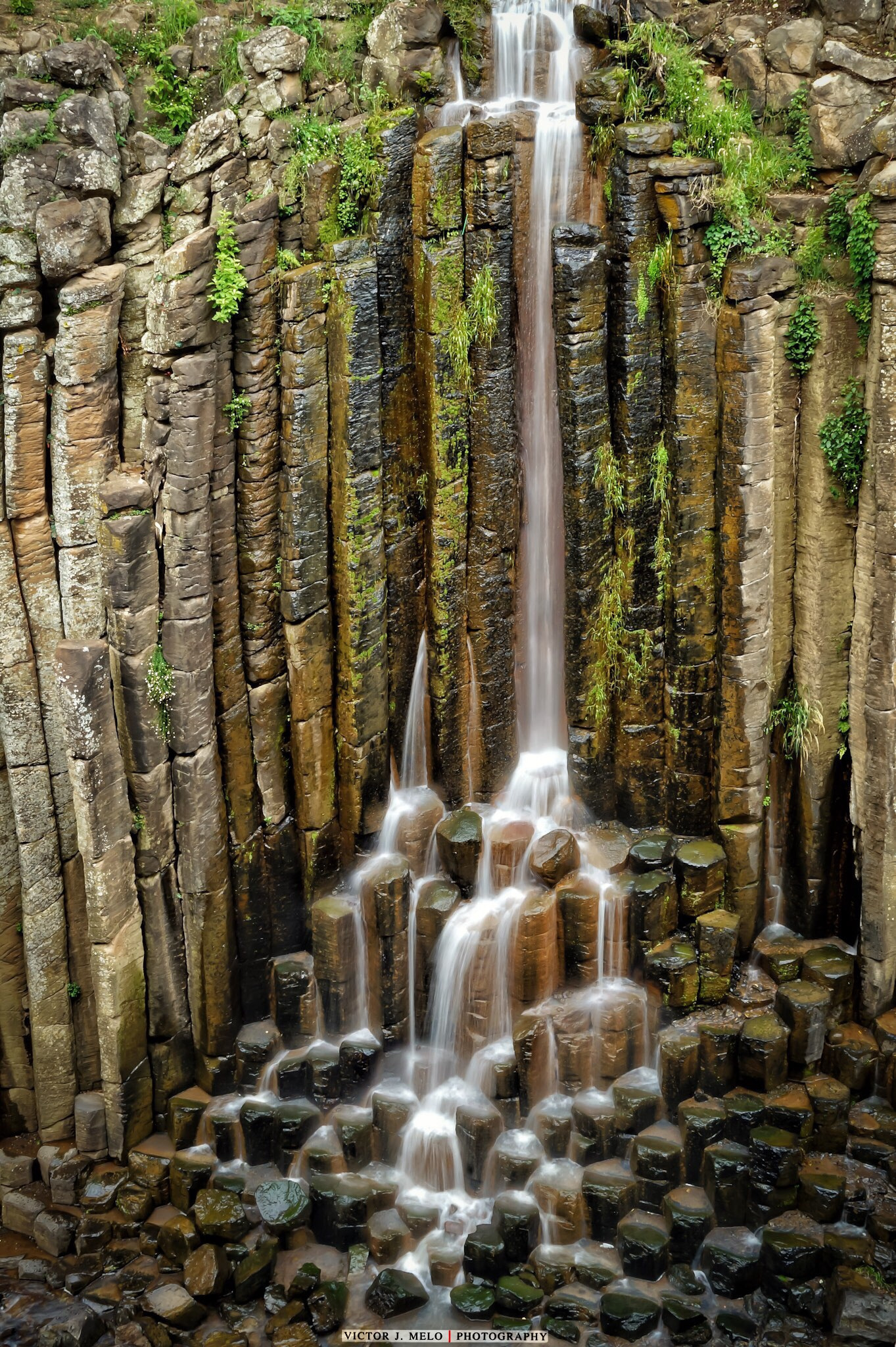
Primera cascada.
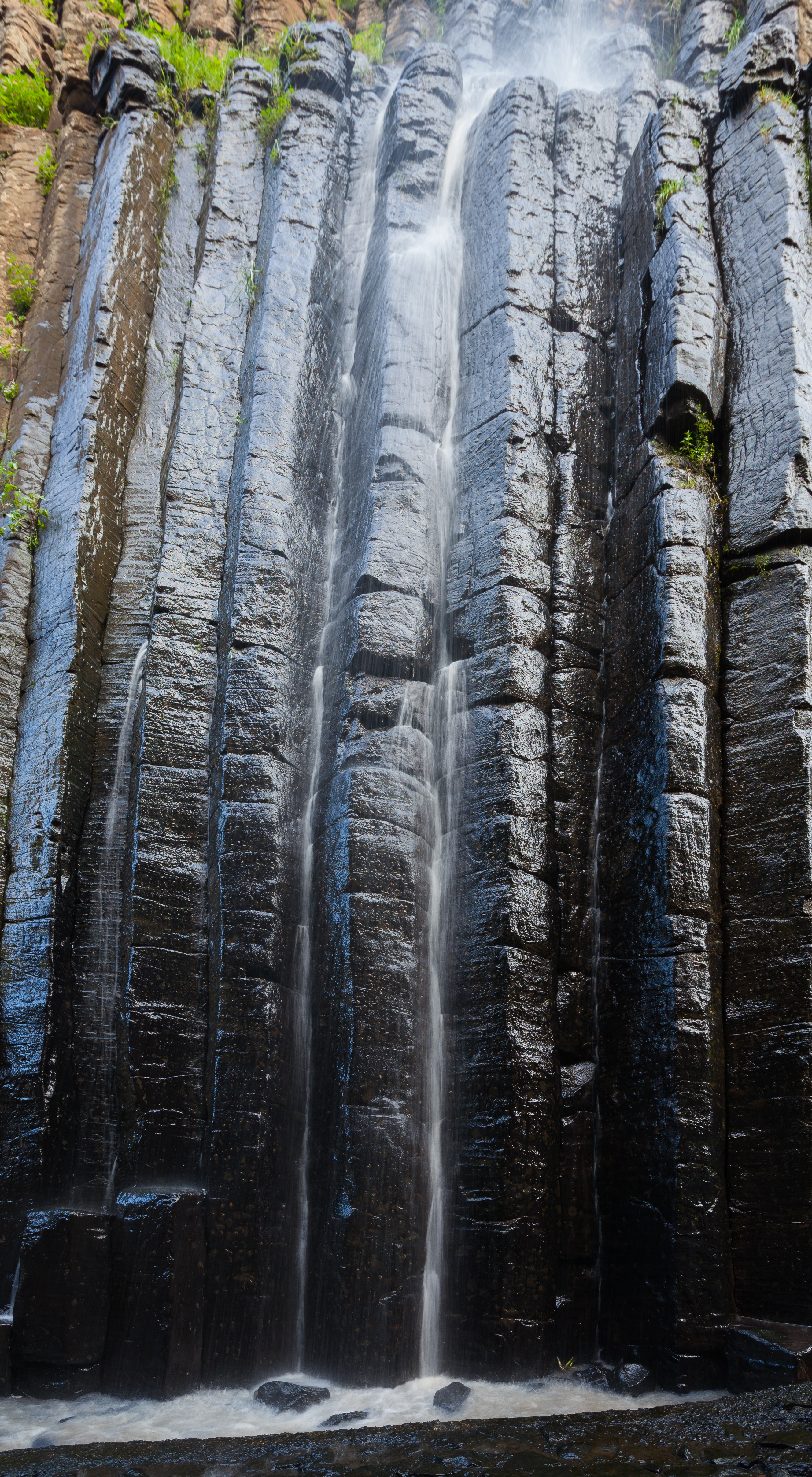
Segunda cascada.
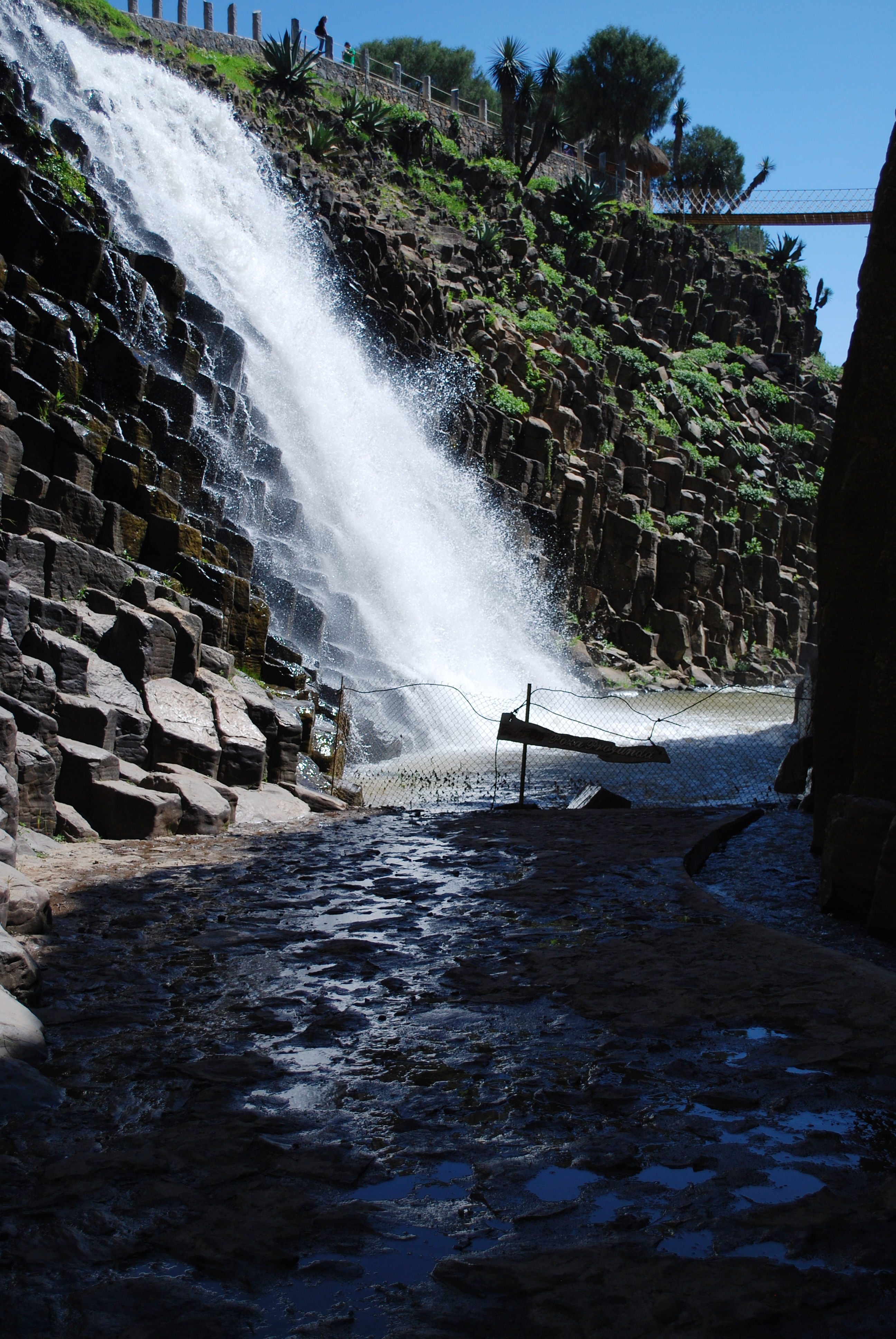
Tercera cascada y puente colgante.
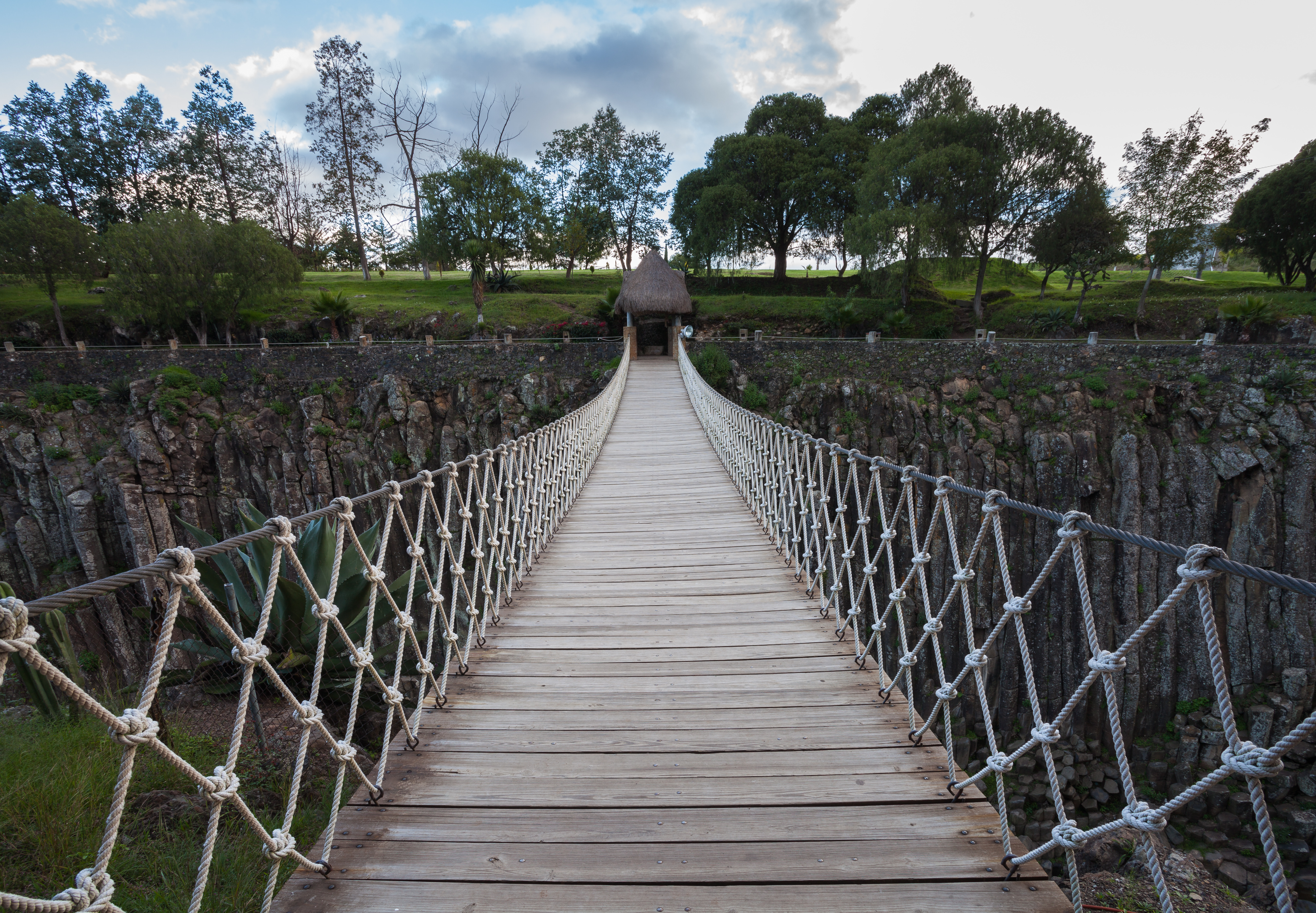
Puente colgante.
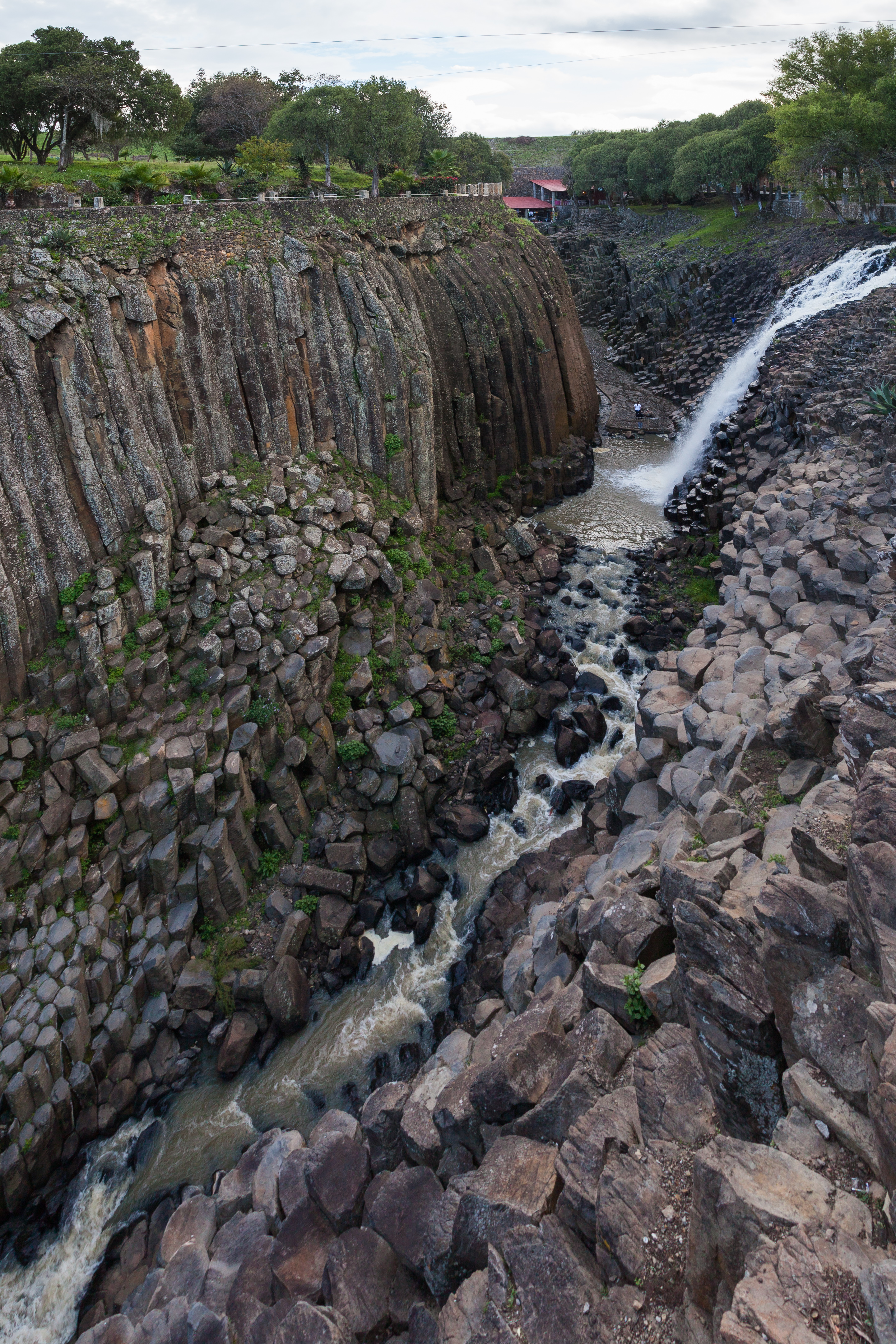
Río entre la tercera y cuarta cascada.
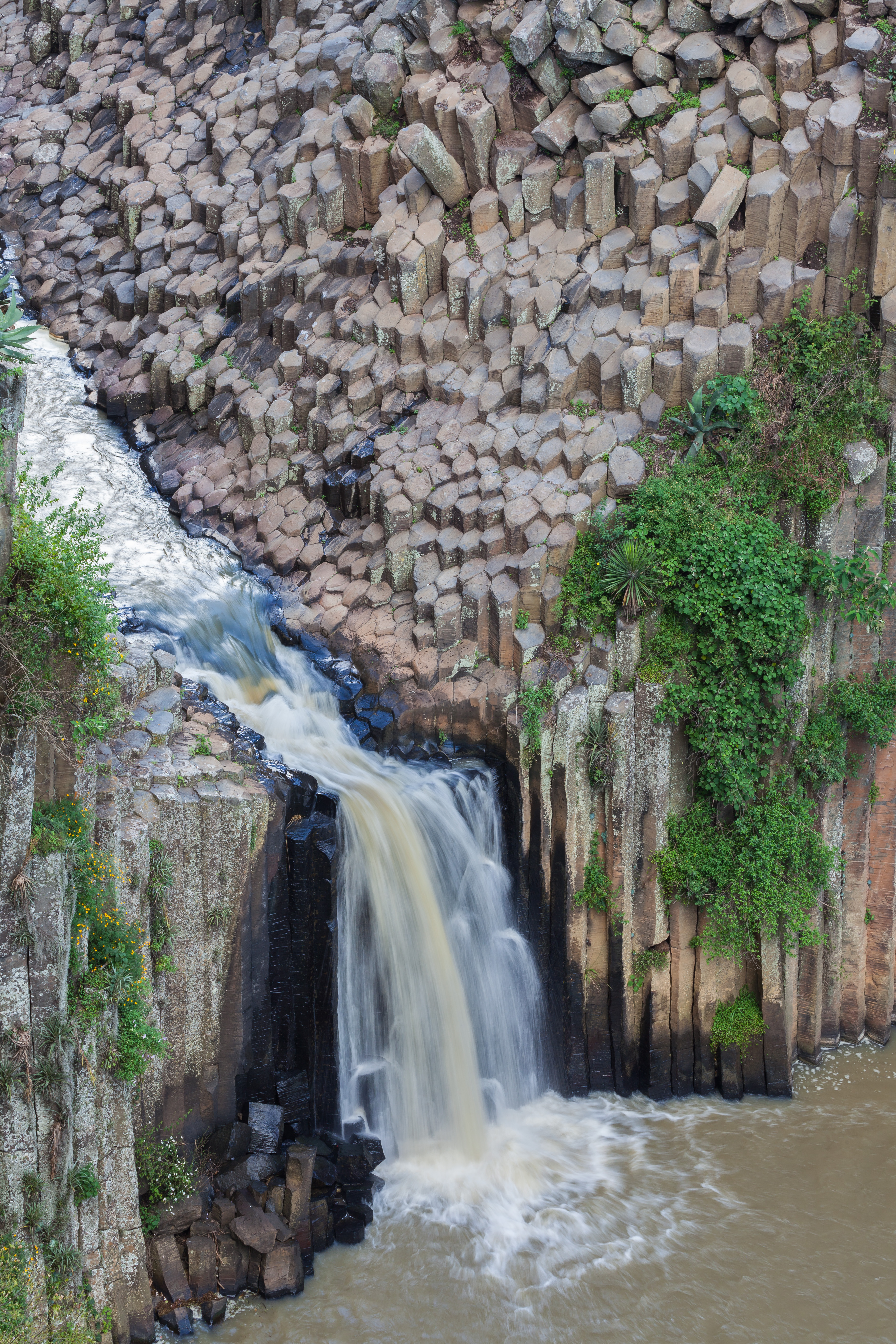
Cuarta cascada o Cascada de la Rosa.
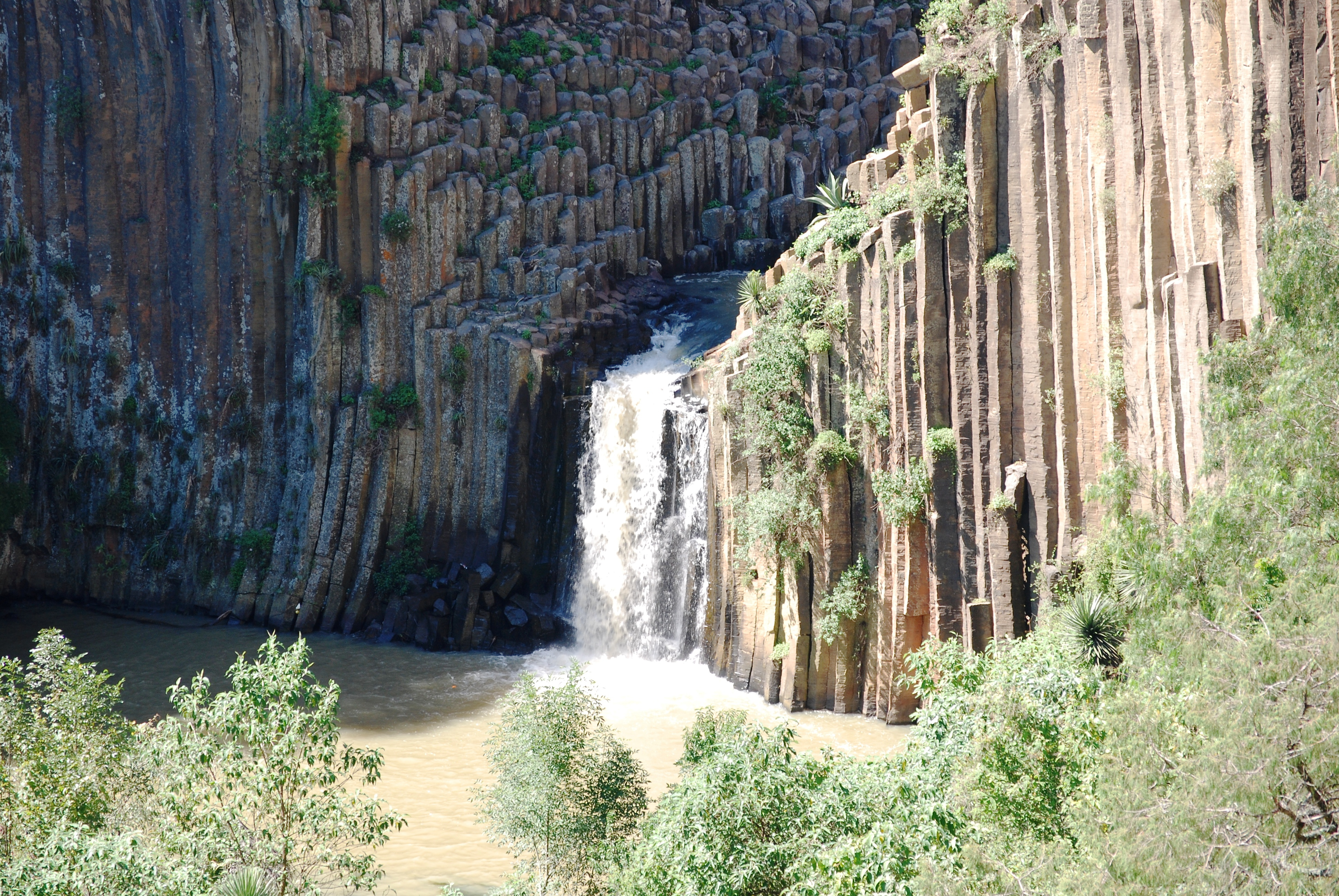
Cuarta cascada o Cascada de la Rosa.